# Castell de Canadal
Castell de Canadal és una construcció del segle xv, situat al municipi de la Jonquera declarat bé cultural d'interès nacional.

## Descripció
Antic castell transformat en mas situat a un quilòmetre del poble. Del castell només en resten uns quants elements, especialment a llevant: la portalada d'arc de mig punt, restes d'una finestra gòtica, cartel·les que sostenien una lladroneria, etc. Al costat mateix del castell hi ha restes de fortificació.
Actualment presenta planta rectangular amb planta baixa i dos pisos que s'orienta a llevant. L'accés a la planta primera és exterior i està adossat a la façana principal, a la banda de migdia al damunt d'un porxo de pedruscall que dona accés a la planta baixa. Les parets són de pedra i la coberta és una teulada a una aigua. També hi resten les carteles d'un matacà afegit recentment.

## Història
Fortalesa i residència. Documentat el 1297. El castell de Canadal pertangué a la família Canadal-Despich.